# Eugene Izotov
Pour les articles homonymes, voir Izotov.
Eugene Izotov est un hautboïste de renommée internationale né en Russie en 1973.

## Biographie
Eugene Izotov commence ses études musicales à l'âge de six ans à la Gnesin School de Moscou.
Il s'est produit progressivement en Europe, en Asie et en Amérique du Nord apparaissant dans les festivals de musique de Sarasota, Hampden Sydney, Bowdoin, et Tanglewood jusqu'à l'obtention du prix du meilleur interprète en 1995.
Izotov a également reçu le Distinguished Alumni Award en 2001 à l'université de musique de Boston où il étudiait avec Ralph Gomberg.
Eugene Izotov enseigne à l'université DePaul et Roosevelt. Il enseignait précédemment à la Juilliard School et au conservatoire de musique de San Francisco. Occasionnellement, il dirige des masterclass dans les différents conservatoires des États-Unis mais aussi au New World Symphony, à l'université de Boston, à l'école de musique de Manhattan, au conservatoire de San Francisco, à l'université du Michigan, à l'université de Californie à Berkeley, au Mannes College, et enfin au Boston University Tanglewood Institute (BUTI).
En 2003, sur invitation du maître James Levine, Eugene Izotov intègre l'ensemble à vent du Festival de Verbier en Suisse.
Depuis 2005, il continue de servir la faculté internationale lors du festival de musique du Pacifique de Sapporo au Japon.
En 2005, Eugene Izotov s'est vu confier le poste de premier hautbois de l'orchestre symphonique de Chicago par Daniel Barenboïm, devenant ainsi le premier hautboïste russe à obtenir ce titre parmi tous les orchestres symphoniques américains.
Eugene Izotov avait joué précédemment premier hautbois au Metropolitan Opera Orchestra, premier hautbois adjoint de l'orchestre symphonique de San Francisco, comme premier hautbois de l'orchestre symphonique de Kansas City, mais il a également joué comme premier hautbois avec l'orchestre symphonique de Boston, l'orchestre philharmonique de Los Angeles, et enfin à l'orchestre symphonique du nouveau monde. 
Eugene Izotov remporta le premier Prix du concours international des solistes Fernand Gillet en 2001. Il fut également lauréat du concours international des solistes en 1995 à New York, lauréat du concours des instruments à vent de Russie en 1991, et lauréat du concours international New Names en 1991.
Ce hautboïste a également joué comme soliste avec l'orchestre symphonique de Chicago, le Boston Pops, le symphonique de Kansas City, l'Orchestre américain des armées, et l'orchestre symphonique de San Francisco en interprétant des œuvres de Mozart, Strauss, Marcello, Krommer, Hummel et Bach.
De 2002 à 2006, Eugene Izotov joue régulièrement avec l'orchestre de chambre MET lors de sa série de concerts annuels au Carnegie Hall sous la direction de James Levine.

## Discographie
- Sound in Motion - Interprétation des œuvres de Pasculli, Bozza, Kalliwoda, Izotov, Brown.